# Чаир (Костурско)
Чаир, още Чаиркьой или Ливадя (на гръцки: Λιβάδια Τούχουλης тоест Тухолски ливади, или Τσαϊρ), е бивше село в Егейска Македония, Гърция, разположено на територията на дем Нестрам (Несторио), област Западна Македония.

## География
Чаир е разположено в северните части на планината Грамос, западно над Тухол, край изворите на един от притоците на Бистрица (Белица).

## История
Според гръцки легенди в района на запад от Тухол е съществувал византийски манастир, посветен на Света Богородица Животворящ източник. През XVII и XVIII век заедно със съседния „Свети Захарий“ са манастири на голямото и проспериращо село Линотопи.
Манастирите са унищожени от Али паша Янински заедно с Линотопи и в XIX век на мястото се заселват албанци мюсюлмани скотовъдци, които създават малкото селище Чаир, чиито жители тормозят християните в съседното Тухол.
На Етнографската карта на Битолския вилает на Картографския институт в София от 1901 година Чаирлар е чисто турско село в Костурската каза на Корчанския санджак с 4 къщи.
По време на Илинденско-Преображенското въстание на 3 септември 1903 година в селото влиза четата на Васил Чекаларов и след сражение с местното население го изгаря, тъй като в селото има богати бегове ятаци на мюсюлманските разбойници по християнските села.
През Балканската война на 11 ноември 1912 година гръцката армия влиза в Костур, а турската се оттегля към Корча. В Тухол пристига чета от 50 души, начело с Димитрис Кордистас, която има за цел да опожари мюсюлманските села Чаир, Загар и Фуша и успява да опожари Чаир. В Загар обаче пристига Сали Бутка с двамата си синове и четата си от 200 души, настъпва към Чаир и след това към Тухол и частично го запалват. На 2 декември гръцката армия разбива османците при Смърдеш и 5-та дивизия напредва към Шак. Капитаните Никола Белов и Сульо се опитват в Яновени да окажат съпротива на Бутка, но жителите на Яновени, Слимница и Пилкати бягат в Калевища и Нестрам. Албанците на Сали Бутка и жители на Видово влизат в Яновени на 3 и 4 декември и го разграбват. След това жителите на албанските села Загар и Фуша бягат в Ерсека, а гръцката армия влиза в Чаир.
При първото гръцко преброяване в 1913 година Чаир има 25 жители. По-късно селището изчезва. Жителите на Тухол изграждат на мястото църквата „Животворящ източник“, която и до днес се нарича манастир.